# Mahnmal Neckarzimmern

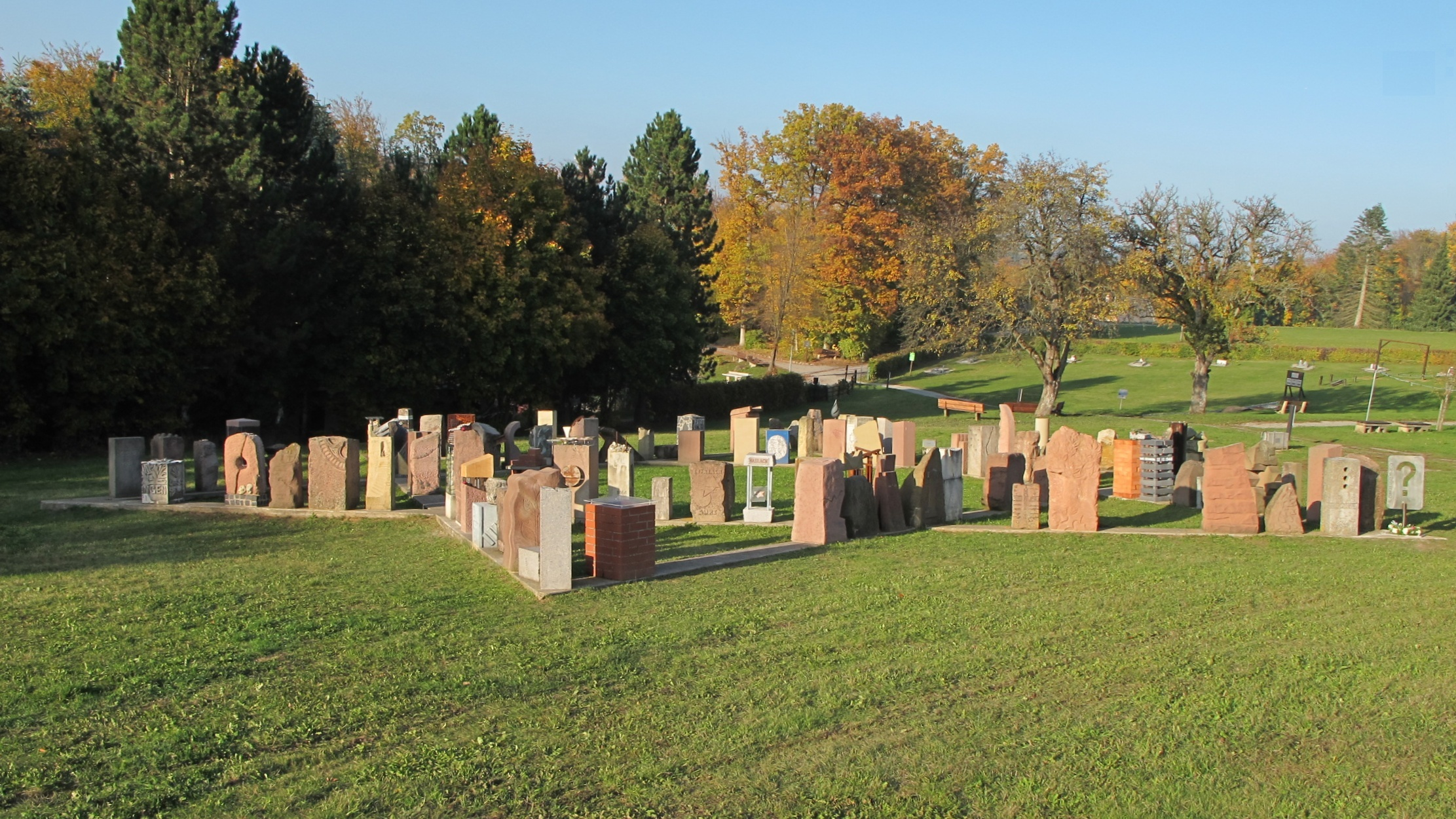
Zentrale Bodenskulptur mit inzwischen aufgestellten Erinnerungssteinen, Gelände der Tagungsstätte der Evangelischen Jugend in Neckarzimmern

Das Mahnmal Neckarzimmern erinnert an die Deportation nahezu aller Jüdinnen und Juden Badens, der Pfalz und des Saarlandes am 22. und 23. Oktober 1940 in das Internierungslager Gurs im Rahmen der Wagner-Bürckel-Aktion. Es ist die einzige Gedenkstätte zu diesen Ereignissen in Baden.
Das Mahnmal besteht einerseits aus einer 25 mal 25 Meter großen Bodenskulptur in Form eines  Davidsterns, die sich auf dem Gelände der Jugendbegegnungsstätte in Neckarzimmern befindet. Der zweite Teil des Konzepts sieht zu schaffende Erinnerungssteine vor –  ein Paar für jeden der 138 Orte der Region, aus denen Juden deportiert wurden –, von denen ein Stein im Ort bleibt und der andere in die zentrale Bodenskulptur integriert wird. Bis April 2018 wurden in 121 Gemeinden Erinnerungssteine gefertigt.
Die zentrale Bodenskulptur in Neckarzimmern wurde am 23. Oktober 2005 der Öffentlichkeit übergeben.

## Konzept

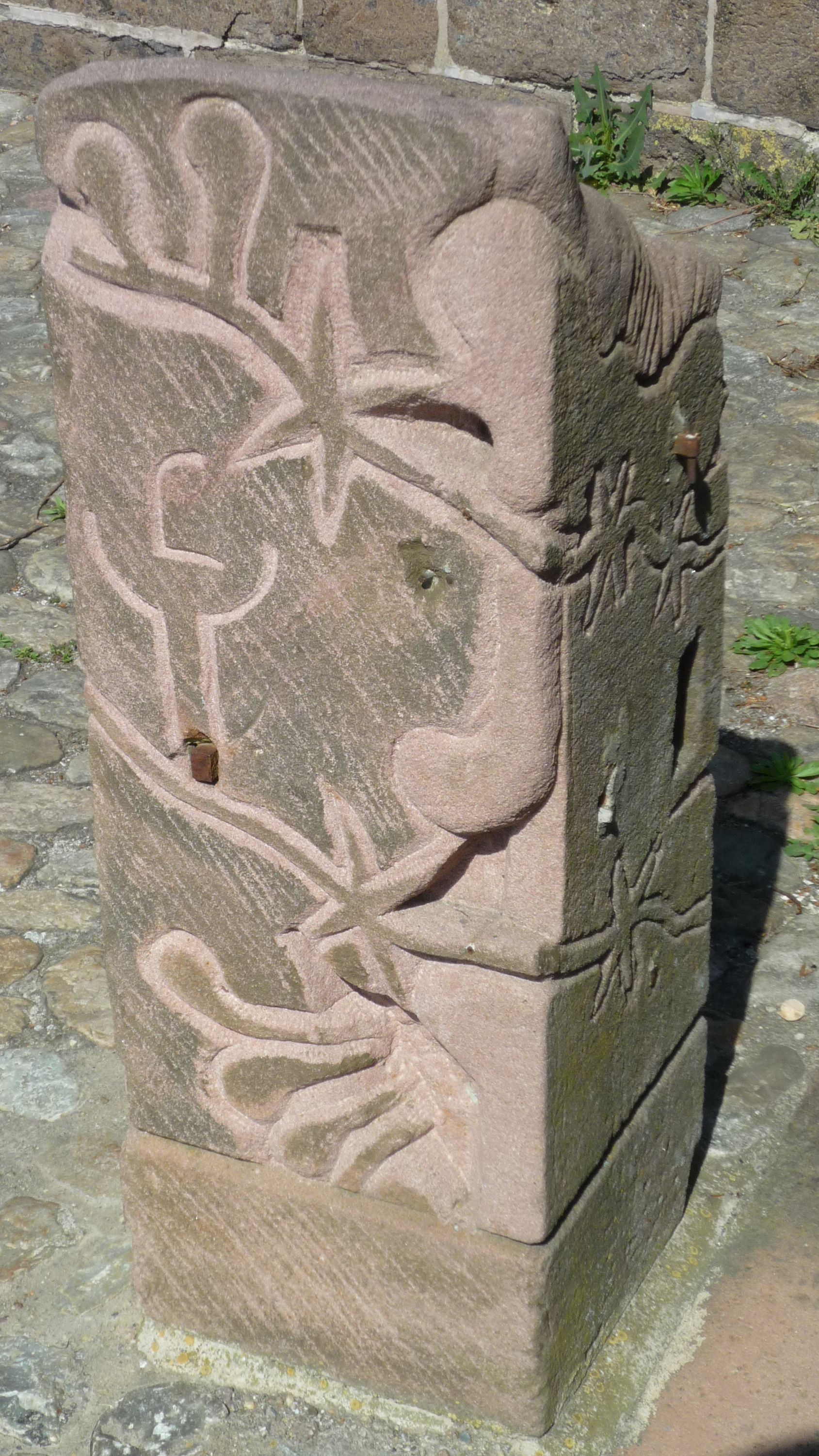
Erinnerungsstein in Breisach am Rhein, der am Ort verblieb

In jedem der 138 Orte, aus denen Juden deportiert worden sind, sollen sich Jugendgruppen oder Schulklassen mit den damaligen Ereignissen auseinandersetzen und zwei Gedenksteine gestalten. Einer der beiden Steine soll in der Gemeinde bleiben und dort einen angemessenen Standort erhalten, der andere Stein wird Teil des zentralen Mahnmals in Neckarzimmern.
Der Künstler Karl Vollmer aus Gondelsheim, von dem der Entwurf für die Bodenskulptur stammt, verweist auf den Prozesscharakter des Projekts: „Mit der Bodenskulptur wurde lediglich der 'statische Teil' geschaffen. Der andere Teil – der dynamische – ist die Erinnerungsarbeit der Jugend in den Heimatgemeinden und die Anfertigung der Steine als Erinnerungszeichen.“
Betreut wird das Ökumenische Jugendprojekt Mahnmal vom Evangelischen Kinder- und Jugendwerk und vom Seelsorgeamt der Erzdiözese Freiburg.

## Standort Neckarzimmern
Das zentrale Mahnmal als Gedenkort sollte seinen Standort auf dem Gelände einer kirchlichen Einrichtung erhalten, die von vielen Jugendlichen besucht wird. Die Tagungsstätte in Neckarzimmern wurde als geeigneter Ort erachtet, zumal sie für das Projekt eine zusätzliche Symbolkraft birgt: Auf dem Gelände befand sich während des Zweiten Weltkriegs ein Lager für Zwangsarbeiter. Die Gedenkstätte liegt auf einer Wiese oberhalb der Tagungsstätte.
Das Mahnmal ist frei zugänglich. Eine Informationstafel erläutert den Hintergrund und die Zielsetzung des Jugendprojektes. Es wurden Arbeitshilfen und Informationsmaterialien erstellt. Führungen sind auf Anfrage möglich.

## Geschichtlicher Hintergrund
Auch andere Orte der Region Oberer Neckar waren Schauplatz nationalsozialistischer Verfolgung. KZ-Häftlinge mussten Zwangsarbeit in den Gipsstollen für die Rüstungsindustrie leisten; zahlreiche jüdische Gemeinden fielen dem Rassenwahn zum Opfer – unter ihnen auch die israelitische Gemeinde Neckarzimmern, deren dort lebende Mitglieder am 22. Oktober 1940 verschleppt wurden.